# Patxi Bolaños
Francisco «Patxi» Bolaños Carcelén (Durango, 24 de desembre 1961) és un exfutbolista basc que jugava com a defensa.

## Trajectòria
Format a les categories inferiors de l'Athletic Club, va debutar amb el primer equip a primera divisió la temporada 1981-82. L'any 1985 va fitxar pel Cadis CF, on hi va jugar una temporada. L'any següent va fitxar per la UE Figueres, de la Segona Divisió, equip amb el qual va jugar 5 temporades, de la 1990-91, i on es va retirar del futbol professional.

## Palmarès
- 2 lligues espanyoles (Primera Divisió): 1982/83, 1983/84
- 1 Copa del Rei: 1983-84
- 1 Supercopa d'Espanya: 1984